# نبيه العظمة
نبيه العظمة (1886-1972م)  زعيم استقلالي سوري، ينتسب إلى عائلة العظمة الدمشقية. نشأ في أسرة برزت في المجال العسكري في العهد العثماني. فأعمامه (زكي وطاهر ويوسف) وصلوا إلى مناصب عالية في عملهم العسكري. التحق نبيه بالمدرسة الحربية في إسطنبول عام 1905
نفته حكومة الانتداب الفرنسي من دمشق إلى القدس، فاستطاع أن يصير صلة وصل بين المجاهدين في سوريا والمجاهدين في فلسطين. وأصبح رئيس «لجنة الدفاع عن فلسطين» في سوريا. كان من الضباط السوريين الذين أسهموا في تشكيل الوحدات العسكرية في الجيش السعودي النظامي. تولى الرجل حقيبة الدفاع في أول حكومة سورية بعد الاستقلال، ثم تولى رئاسة الوزراء مرتين الأولى عام 1948 والثانية عام 1954.
أخوه الأصغر هو عادل العظمة، وأبوهما هو عبد العزيز: الأخ الأكبر للمناضل السوري الشهير يوسف العظمة.
نبيه بن عبد العزيز العظمة (1886-1972)، سياسي سوري من دمشق ومؤسس الحزب الوطني في مرحلة الاستقلال. خدم في الجيش العثماني وخاض حروباً في فلسطين وليبيا قبل تعيينه قائداً لشرطة حلب في عهد الملك فيصل الأول. حُكم عليه بالإعدام عشية احتلال دمشق من قبل الفرنسيين واستشهاد عمّه وزير الحربية يوسف العظمة في معركة ميسلون يوم 24 تموز 1920. هرب إلى الأردن وعُيّن مستشاراً للأمير عبد الله بن الحسين وحاكماً على مدينة عمّان أولاً ثم متصرفاً على لواء الكرك. انتقل بعدها إلى مصر حيث كان أحد مؤسسي المؤتمر السوري الفلسطيني سنة 1921. عاش في السعودية وشارك في تدريب الجيش السعودي وتأهيله. وفي سنة 1936 شارك في الثورة الفلسطينية ضد الإنكليز، بقيادة الحاج أمين الحسيني. عاد إلى سورية نهاية العام 1936 وولّي على منطقة لواء إسكندرون في عهد الرئيس هاشم الأتاسي، ثم نُفي إلى إسطنبول مع بداية الحرب العالمية الثانية عام 1939. ومع انتخاب شكري القوتلي رئيساً للجمهورية في سورية سنة 1943 عاد مجدداً إلى دمشق وتسلّم حقيبة الدفاع في أول حكومة شُكلت في عهد الاستقلال، قبل تعيينه محافظاً على مدينة دمشق في خريف العام 1946.

#### البداية
ولد نبيه العظمة في حيّ الشاغور بدمشق وهو سليل عائلة سياسية معروفة. كان والده عبد العزيز العظمة موظفاً رفيعاً في الدولة العثمانية، تسلّم مناصب إدارية عليا في فلسطين والعراق. درس في المدرسة الرشدية بجامع يلبغا وعند تعيين والده متصرفاً في اليمن انتقل إليها ودرّس في الرشدية العسكرية بصنعاء سنة 1896. دخل كلية إسطنبول الحربية وتخرج فيها برتبة ملازم ثاني مشاة سنة 1907 ليلتحق بالجيش العثماني ويخدم في حيفا وطرابلس الشرق أولاً ثم طرابلس الغرب. قاد فوج مقاومة الاحتلال الإيطالي في موقع الهاني بليبيا حيث أصيب بالكوليرا فأرسل للمعالجة في إسطنبول. وبعد الشفاء، سمّي قائداً للسرية الأولى في المدرسة الإعدادية العسكرية في إسطنبول ثم معاوناً لرئيس الفيلق الثاني بدمشق.

#### في الحرب العالمية الأولى (1914-1918)
شارك في حملة ترعة السويس سنة 1915 وعين بعدها مديراً لإعاشة الجيش الرابع في سورية لغاية تعيينه مديراً لمحروقات الخطط الحديدية في سورية وفلسطين والمدينة المنورة. وفي مرحلة متقدمة من الحرب العالمية الأولى، عين في جبهة نابلس لغاية انتهاء الحرب وسقوط دمشق بيد الحلفاء سنة 1918.

#### في عهد الملك فيصل (1918-1920)
عاد العظمة إلى دمشق يوم تحريرها من الحكم العثماني وبايع الأمير فيصل بن الحسين حاكماً عربياً على سورية. عينه الأمير فيصل مراقباً على أمانة العاصمة (محافظة دمشق) ثم مديراً إدارياً لقصره في منطقة المهاجرين، قبل تسميته مديراً لشرطة حلب من آب 1919 ولغاية شهر حزيران من العام 1920. انتسب إلى الجمعية العربية الفتاة سنة 1919 وإلى حزب الاستقلال وكان عضواً في لجنته المركزية. سمّي بعدها معاوناً لمدير الأمن العام لغاية هزيمة الجيش السوري في معركة ميسلون يوم 24 تموز 1920، والذي كان بقيادة عمّه وزير الحربية يوسف العظمة. استشهد الوزير العظمة يومها وسقط الحكم الفيصلي مع فرض الانتداب الفرنسي على سورية.

#### بين الأردن والسعودية (1920-1931)
نظراً لقربهم من الملك فيصل، حكمت فرنسا على الأخوين نبيه وعادل العظمة بالإعدام، فلجأا إلى السويداء أولاً ثم إلى إمارة شرق الأردن. عُيّن مستشاراً للأمير عبد الله بن الحسين – شقيق الملك فيصل – ولأخيه الملك علي، آخر ملوك مملكة الحجاز. عينه الأمير عبد الله قائم مقام العاصمة عمّان ثم متصرفاً في لواء الكرك، وعند سقوط الحكم الهاشمي في الحجاز تعاون العظمة مع الملك عبد العزيز آل سعود على إنشاء المملكة العربية السعودية وكلف بتدريب الجيش السعودي وتأهيله.

#### المرحلة الفلسطينية (1931-1946)
سافر العظمة إلى مصر وكان من مؤسسي المؤتمر السوري الفلسطيني مع أخيه عادل وشكري القوتلي وعبد الرحمن الشهبندر. انقسم المؤتمر يومها بين مؤيدي الملك عبد العزيز، بقيادة القوتلي، وفرع مؤيد للأسرة الهاشمية الحاكمة في عمّان وبغداد، بقيادة الشهبندر. انتمى العظمة إلى مجموعة شكري القوتلي وفي سنة 1932 أرسله الأخير إلى فلسطين لإدارة فرع شركته (شركة الكونسروة الوطنية). شارك في المؤتمر الإسلامي في القدس في كانون الأول 1931، وفي تأسيس حزب الاستقلال الفلسطيني. وعند اندلاع الثورة الفلسطينية ضد الإنكليز، عينه القوتلي رئيساً للجنة الدفاع عن فلسطين. شارك في أعمال الثورة القتالية مع المفتي الحاج أمين الحسيني، في سنة 1937 حضر مؤتمر بلودان الأول واعتقل عند عودته إلى فلسطين. أطلق سراحه بعد ستة أشهر وطُرد من فلسطين بأمر من السلطات البريطانية الحاكمة بسبب موقفه الداعم للزعيم النازي أدولف هتلر.

#### في عهد الكتلة الوطنية الأول
مع وصول الكتلة الوطنية إلى الحكم سنة 1936 وانتخاب هاشم الأتاسي رئيساً للجمهورية، صدر عفو عن الأخوين نبيه وعادل العظمة. عاد إلى دمشق وسمّي محافظاً على منطقة لواء إسكندرون، ومع استقالة الأتاسي سنة 1939 غادر سورية مجدداً واستقر في إسطنبول.

#### العظمة وزيراً ومحافظاً سنة 1946
عند انتخاب شكري القوتلي رئيساً للجمهورية سنة 1943 عاد العظمة إلى دمشق مجدداً وسمّي وزيراً للدفاع في حكومة سعد الله الجابري الأخيرة في 27 نيسان 1946. شكلت هذه الحكومة في أعقاب جلاء القوات الفرنسية عن سورية، ما جعل نبيه العظمة أول وزير دفاع في مرحلة الاستقلال. وفي 11 تشرين الثاني 1946، وبعد استقالة حكومة الجابري عينه الرئيس القوتلي محافظاً على مدينة دمشق.

#### تأسيس الحزب الوطني
دعا العظمة إلى عقد اجتماع كبير في داره بدمشق يوم 29 آذار 1947، بحضور ما يزيد عن 60 شخصية سياسية، معظمهم أعضاء سابقون في الكتلة الوطنية التي حلّت مع جلاء الفرنسيين سنة 1946. تقرر في هذا الاجتماع إطلاق الحزب الوطني وريثاً للكتلة الوطنية، وحصل العظمة على تأييد من رئيس الجمهورية ومن الرئيس الأسبق هاشم الأتاسي وسلطان باشا الأطرش، قائد الثورة السورية الكبرى ضد الفرنسيين سنة 1925. وضع شعاراً لحزبه “حرية – عدالة – مساواة” وجاء في ميثاق الحزب تمسك سورية بالعروبة والمطالبة بتحرير الوطن العربي من الاحتلال الأجنبي.
دعا الحزب للحفاظ على وحدة سورية وتعزيز استقلالها، وطالب باحترام نظامها الجمهوري وتقويته، ما جعله في مواجهة مباشرة مع الأسرة الهاشمية الحاكمة في العراق والأردن، والتي كان أمراؤها يسعون إلى استعادة العرش الهاشمي في دمشق. عارض العظمة وحزبه مشروع سورية الكبرى الذي دعا إليه ملك الأردن عبد الله الأول، ووقف في وجه مشروع الهلال الخصيب الذي أطلقه رئيس وزراء العراق نوري السعيد. وبسبب هذه المواقف المتشددة حيال الأسرة الهاشمية، حصل الحزب الوطني على دعم وتأييد من فاروق الأول ملك مصر وملك السعودية عبد العزيز آل سعود، حلفاء شكري القوتلي ونبيه العظمة وأصدقائهما.

#### مرحلة الانقلابات العسكرية
نشب خلاف كبير بين العظمة والقوتلي في أثناء حرب فلسطين سنة 1948، حيث اتهمه بسوء الإدارة وحمّله وزر هزيمة الجيش السوري في فلسطين. تفاجأ الجميع بموقف العظمة المؤيد للانقلاب العسكري الذي أطاح بحكم القوتلي في 29 آذار 1949، بقيادة حسني الزعيم.  لم يتسلم أي منصب في عهد الزعيم، وأعلن في 5 أيار 1949 اعتزاله العمل السياسي. ولكنه سرعان ما تراجع عن الاستقالة وعن دعمه للزعيم وبارك الانقلاب العسكري الذي أطاح به في 14 آب 1949. عمل لأجل الوحدة السورية – العراقية ونُفي إلى لبنان في كانون الأول 1951، يوم انقلاب أديب الشيشكلي على حكومة حزب الشعب ورئيسها الدكتور معروف الدواليبي. وبقي العظمة مقيماً في بيروت – حيث توفي شقيقه ورفيق دربه عادل – لغاية سقوط حكم الشيشكلي في شباط 1954.

#### الوفاة
ظلّ العظمة حاضراً في المجتمع السياسي الدمشقي، دون أن يتولّى أي منصب، وكان آخر ظهور له في تموز 1963 لتهنئة الفريق لؤي الأتاسي على تسلّمه قيادة مجلس الثورة في سورية. عاش سنواته الأخيرة بدمشق وفيها توفي عن عمر ناهز 86 عاماً. سمّي شارع باسمه في العاصمة الأردنية وفي سنة 1991 جُمعت أوراقه في كتاب الرعيل العربي الأول: أوراق نبيه وعادل العظمة، قدمت له وحققته الباحثة الفلسطينية الدكتورة خيرية قاسمية بإشراف الباحث والبروفيسور عزيز العظمة.

#### المناصب
وزيراً للدفاع (27 نيسان – 27 كانون الأول 1946)
- سبقه في المنصب: سعد الله الجابري
- خلفه في المنصب: أحمد الشرباتي

محافظ دمشق (11 تشرين الثاني – 21 كانون الأول 1946)
- سبقه في المنصب: مظهر البكري
- خلفه في المنصب: الأمير بهجت الشهابي